# Centro Europeo para la Gestión de la Política de Desarrollo

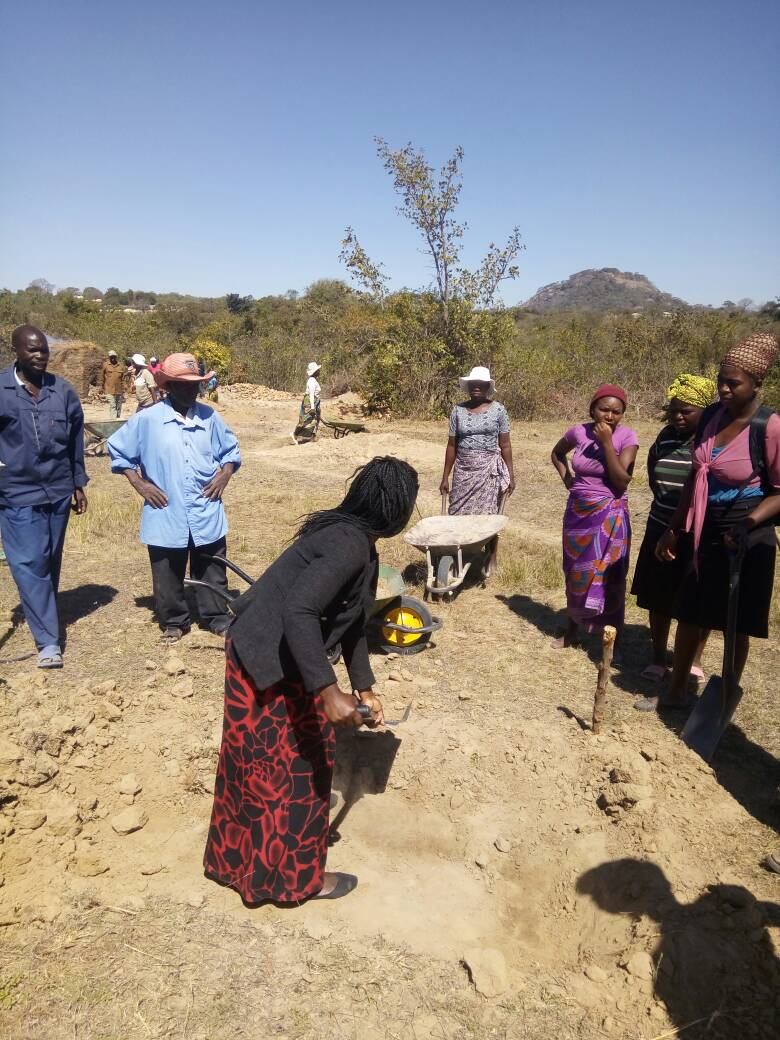
Mujeres africanas trabajando en el campo. El ECDPM apoya la cooperación UE-África.

El Centro Europeo para la Gestión de la Política de Desarrollo (ECDPM por sus siglas en inglés) es una fundación independiente que se estableció en 1986 para seguir y apoyar la cooperación al desarrollo entre la Unión Europea y los países africanos, caribeños y del Océano Pacífico (países ACP). El ECDPM pretende ser un "centro de pensamiento y acción". Su objetivo principal declarado es intermediar asociaciones eficaces entre la Unión Europea y los países en desarrollo, especialmente África. Pretende promover formas de desarrollo inclusivas y coopera con organizaciones de los sectores público y privado para gestionar mejor las relaciones internacionales. También apoya la reforma de políticas e instituciones tanto en Europa como en los países en desarrollo.
El ECDPM se ocupa de las políticas internacionales que gobiernan la cooperación al desarrollo entre los países ACP y los Estados miembros de la UE. La más reciente y significativa de estas políticas es el acuerdo de Cotonú, firmado en junio de 2000 por 77 países ACP y la UE. Este acuerdo se considera un hito en las relaciones ACP-UE debido a su nueva dimensión política y a la integración de actores no estatales en la cooperación al desarrollo.
El gran incremento en el número de actores implicados en el debate y las negociaciones de la política de desarrollo ACP-UE constituye un reto importante. La necesidad de proporcionar información y facilitar la interacción entre todos los actores es uno de los objetivos principales del ECDPM.
El ECDPM tiene su oficina principal en Maastricht, Países Bajos, cuya renovación fue inaugurada por el príncipe Constantijn de Holanda. El ECDPM está gobernado por una junta cuyos miembros provienen de Europa, África y el Caribe. En 2012 el presidente de la junta era P.I. Gomes, embajador de Guyana para el grupo de Estados ACP y la UE.

## Propósitos y objetivos
El ECDPM se propone proporcionar a los actores de desarrollo la información y los recursos necesarios para comprender mejor la cooperación ACP-UE. Con este fin el ECDPM se ocupa de:
- Investigación e información relacionadas con políticas
- Planteamientos de refuerzo de capacidades
- Facilitación cercana del diálogo entre las partes
- Mantenimiento y ampliación de redes de contactos (networking)
- Seminarios y conferencias

Los objetivos estratégicos a largo plazo del ECDPM son:
- Aumentar la capacidad de actores públicos y privados en países en desarrollo
- Mejorar la cooperación al desarrollo entre Europa y las regiones ACP

## Programas temáticos
El ECDPM es una organización matricial, donde su personal suele trabajar en varios programas a la vez. Sin embargo cada programa es dirigido por un jefe o gestor de programa. En 2013 había 5 programas en el ECDPM:
- Fortalecimiento de la acción exterior de la UE
- Conflicto, seguridad y resiliencia
- Transformación económica
- La dinámica de cambio de África
- Seguridad alimentaria

## Programas de apoyo
- Comunicación e información[4]
- Estrategia e innovación[5]
- Finanzas y administración

## Financiación
El ECDPM recibe apoyo estratégico y financiero de los ministerios de asuntos exteriores de Holanda, Suecia, Finlandia, Luxemburgo y Bélgica, así como de la Agencia suiza para Desarrollo y Cooperación y el Instituto Português de Apoio oa Desenvolvimento. También recibe apoyo programático del Departamento para Desarrollo Internacional del Reino Unido.

## Socios del ECDPM
- Asociación europea de Institutos de Investigación y Formación en Desarrollo (EADI por sus siglas en inglés)[8]
- Foro Europeo de Cooperación Internacional (Euforic)[9]
- Unión Africana[10]
- Dirección General de Comercio de la UE[11]
- Dgroups